# Дарије III
Дарије III  (380. п. н. е.–330. п. н. е.) је био последњи персијски цар из династије Ахеменида. Владао је од 336. п. н. е. до 330. п. н. е.
Еунух Багоас је убио Артаксеркса III 338. п. н. е., а његовог сина Арсеса је убио 336. п. н. е. Багоас је 336. п. н. е. поставио на престо Дарија III, далеког рођака краљевске куће. Дарије III је показивао независност, па га је Багоас покушао отровати. Дарија III је упозорен, па је присилио самог Багоаса да попије отров.
Те исте године Филип II Македонски је кренуо у рат против Персије. Филип II Македонски је тражио репарације од Персије због тога што су Персијанци помагали Перинту. Кад је Арсес одбио да плаћа репарације, Филип II Македонски креће да ослободи грчке градове под персијском контролом. Послао је генерала Пармениона да ослободи Грке у Малој Азији. Након што су они ослободили део Мале Азије, на Филипа II Македонског је извршен успешан атентат.
Кампања је заустављена да би Александар консолидовао власт и контролу Македоније и Грчке.

## Битка код Граника
У пролеће 334. п. н. е. Александар Македонски предводи комбиновану грчку армију. Долазе у Малу Азију, те врло брзо побеђују персијске сатрапе из Мале Азије у бици код Граника маја 334. п. н. е.

## Битка код Иса
У октобру 333. п. н. е. сам цар Дарије III предводи армију против Александра Македонског у бици код Иса. Битка код Иса је била одлучна Александрова победа и означава почетак краја Персије. По први пут су Персијанци изгубили, а да је Дарије водио битку. После битке Дарије бежи до Еуфрата, а Александар заробљава скоро целу његову породицу. Дамаск је заузет. Фенички градови се лако предају осим Тира, који је због отпора уништен после дуге опсаде. После освајања Газе, Александар је лепо дочекан од Египћана, који су једва дочекали да се реше Персијанаца.

## Битка код Гаугамеле
Дарије покушава да склопи мир са Александром Македонским, нудећи му границу на Еуфрату, али Александар не пристаје. Александар га поново побеђује у бици код Гаугамеле 1. октобра 331. п. н. е.

## После
После битке Дарије III бежи, а Александар га гања. Западни део Персијског царства пада и Александрове руке. Дарије тражи од источних сатрапија да му остану лојалне. Александар Македонски заузима Вавилон, Сузу и саму престолницу Персије Персепољ.
Сатрап Бесус свргава Дарија III наређује његово убиство, да би успорио Александрово напредовање. Дарије III је убијен јула 330. п. н. е.
Александар Македонски му је организовао велики погреб.